# Parafia św. Jana Chrzciciela w Sudicach
Parafia św. Jana Chrzciciela w Sudicach – parafia rzymskokatolicka znajdująca się w Sudicach, w powiecie Opawa, w kraju morawsko-śląskim w Czechach. Należy do dekanatu Hlučín diecezji ostrawsko-opawskiej. Od 2014 roku proboszczem parafii jest polski ksiądz Jacek Janusz Domański, który obsługuje również parafię w Třebomiu. Obejmuje również miejscowość Rohov.

## Historia
Istnienie kościoła parafialnego jest potwierdzone w źródłach z początku XV wieku. Parafia należała pierwotnie do diecezji ołomunieckiej. Po wojnach śląskich znalazła się w granicach Prus i na terenie tzw. dystryktu kietrzańskiego (dekanat Hlučín). Drewniany kościół został odrestaurowany w połowie XIX wieku, później jednak spłonął. Budowa obecnego murowanego kościoła zakończyła się w 1906 i poświęcono go św. Janowi Chrzcicielowi. Do przyłączenia ziemi hulczyńskiej w 1920 do Czechosłowacji obejmowała również pozostały w Niemczech, a dziś w Polsce, Pietraszyn, jak też nielicznych katolików z w większości ewangelickiej miejscowości Ściborzyce Wielkie. W 1863 parafia liczyła 2215 katolików i 817 niekatolików, niemiecko- i morawskojęzycznych (zobacz Morawcy). W 1996 wydzielono z archidiecezji ołomunieckiej nową diecezję ostrawsko-opawską, do której należy parafia.

## Galeria

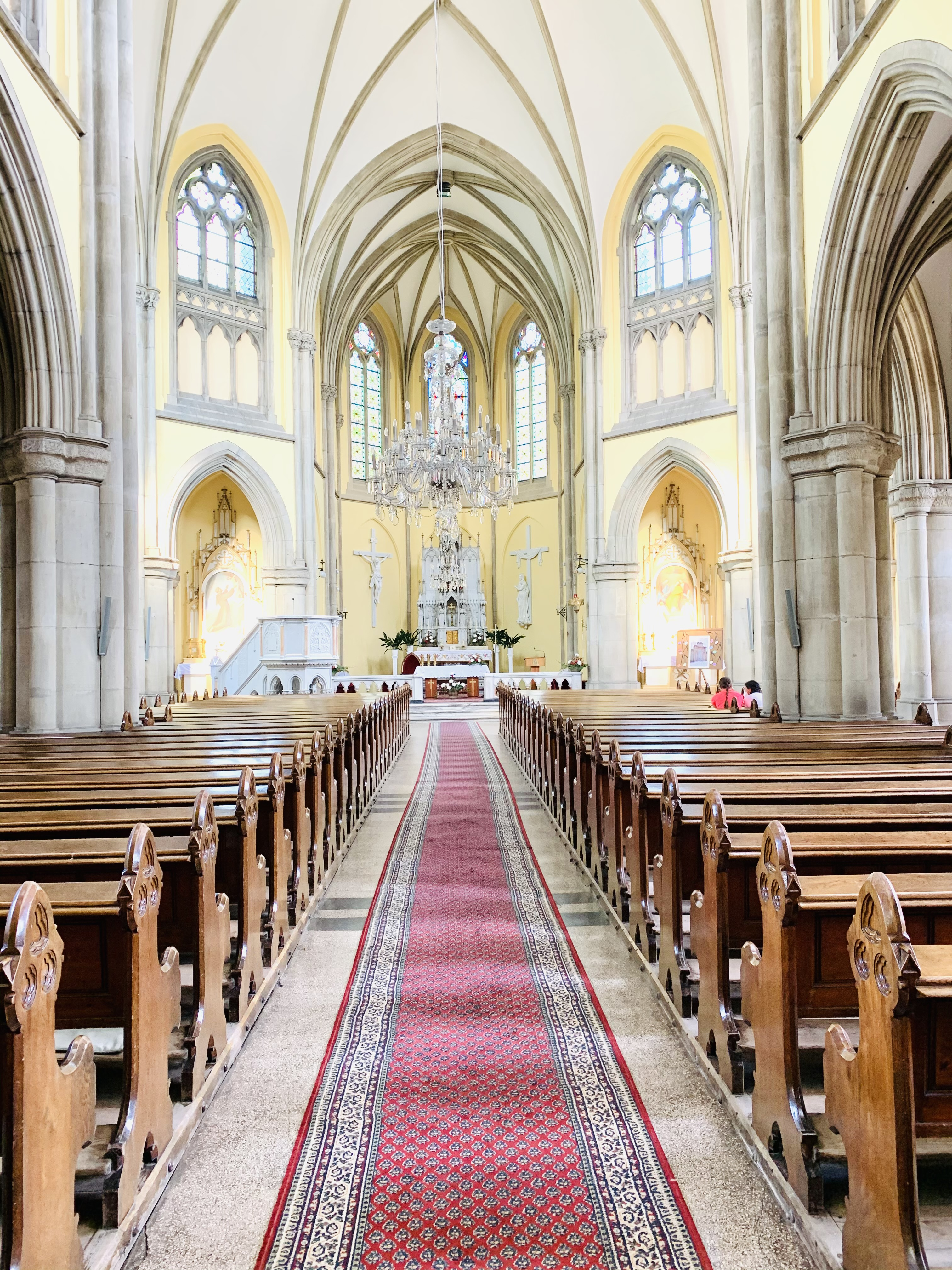
Nawa główna
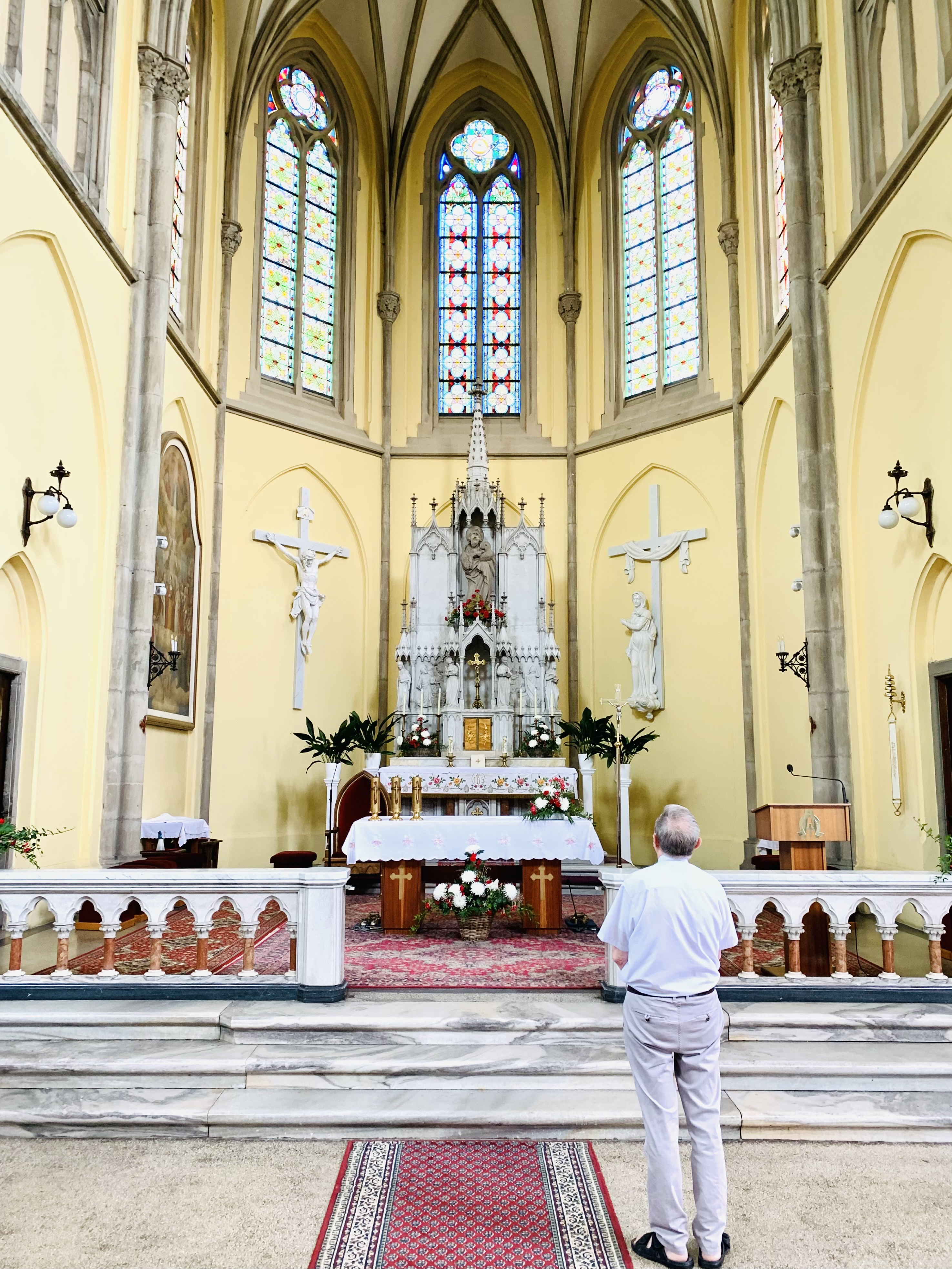
Prezbiterium
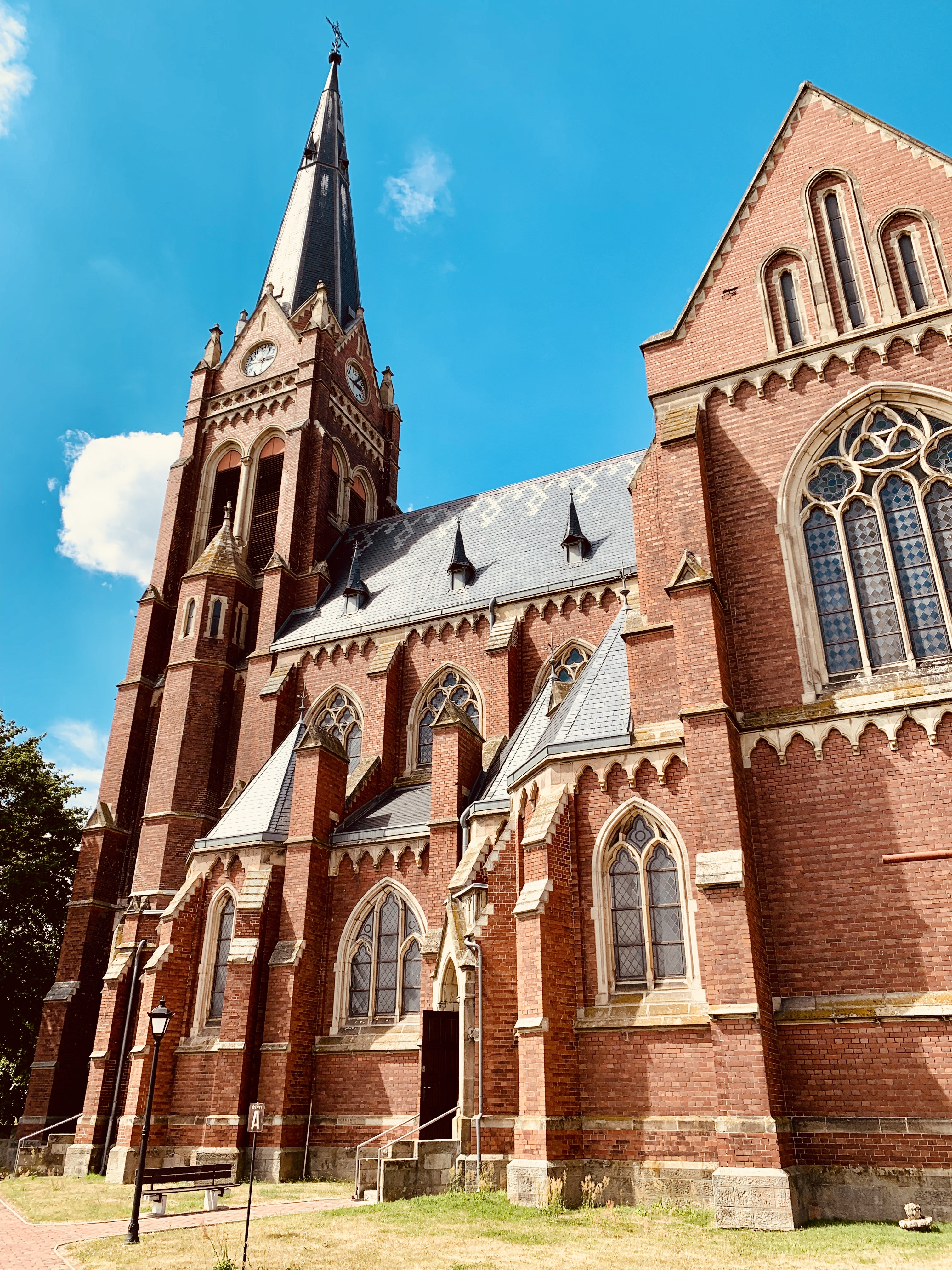
Wieża